# Akira Takase
Akira Takase (高瀬 証 Takase, Akira?), född 21 september 1988 i Hokkaido prefektur, är en japansk fotbollsspelare.
Takase började sin karriär 2007 i Albirex Niigata Singapore. 2010 flyttade han till Japan Soccer College. Efter Japan Soccer College spelade han för Grulla Morioka, Azul Claro Numazu och ReinMeer Aomori.